# مقاطعة كوسيوسكو (إنديانا)
مقاطعة كوسيوسكو (بالإنجليزية: Kosciusko County, Indiana)‏ هي إحدى مقاطعات ولاية إنديانا في الولايات المتحدة. تأسست سنة 1836، بلغ عدد سكانها 77358 نسمة في عام 2010 حسب إحصاء مكتب تعداد الولايات المتحدة وتصل الكثافة السكانية فيها 55.57 نسمة/كم2.

## وصلات خارجية
- www.kcgov.com
- United States Counties